# Боевые припасы

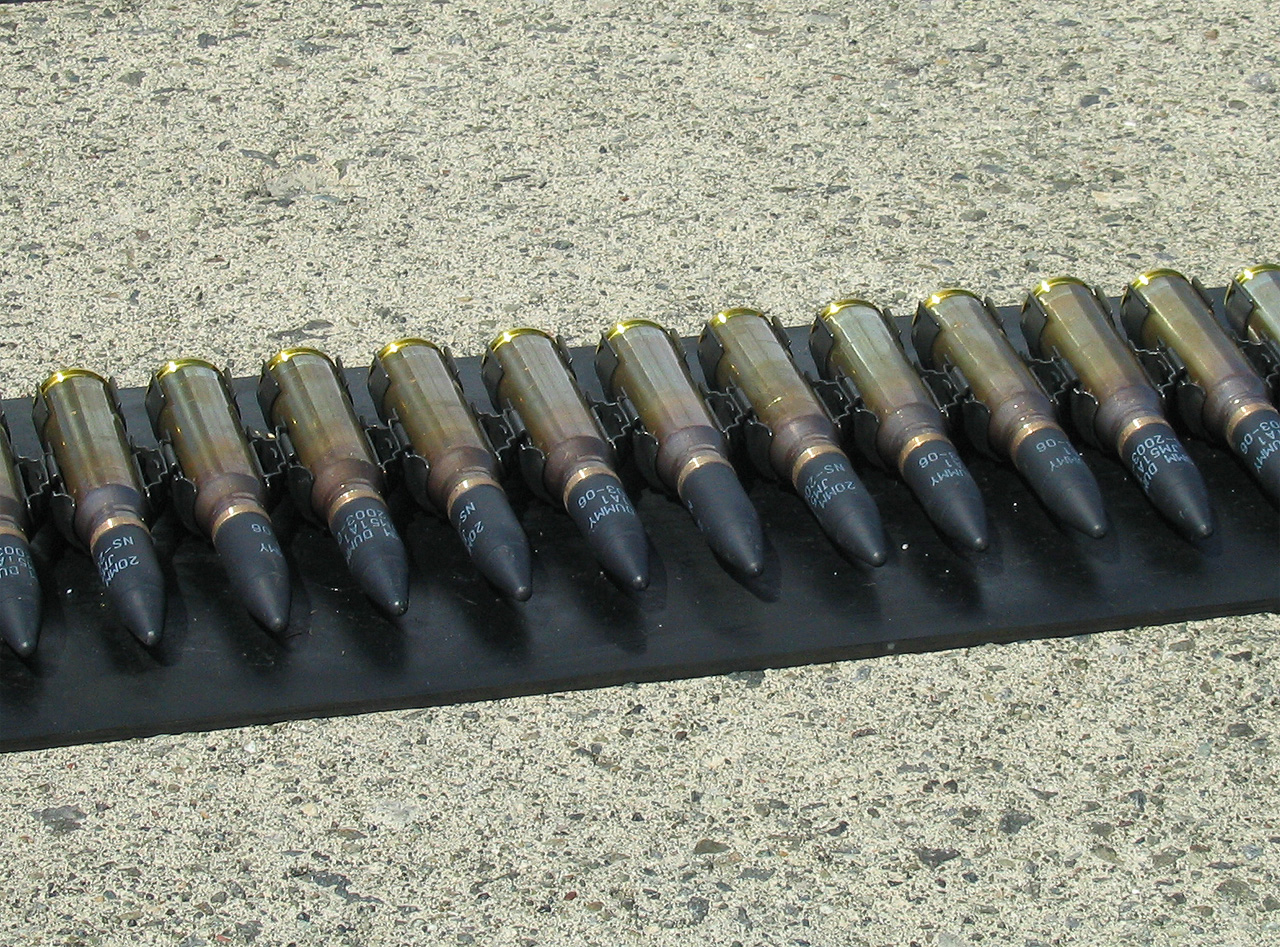
20-мм боевые припасы для автоматической авиационной пушки М-61 Vulcan

Схема подачи боевых припасов (снарядов и зарядов) в башню корабельной артиллерии из боевой укладки корабля для производства выстрела

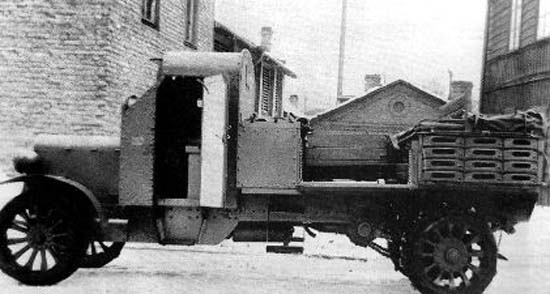
Броневой транспортёр боевых припасов, броневой автомобиль-«зарядный ящик», «Руссо-Балт тип М»

Боевы́е припа́сы (боеприпа́сы) — изделия, компонент вооружения и военной техники, непосредственно предназначенный для поражения живой силы и вооружения и военной техники, разрушения сооружений (укреплений)), а также выполнения специальных задач (освещения, задымления, заброски агитационной литературы и так далее).
К боевым припасам, в частности, относятся авиационные и глубинные бомбы, артиллерийские снаряды, боевые (головные) части различных типов ракет и торпед и сами ракеты и торпеды, гранаты, дымовые шашки, инженерные и морские мины, патроны к стрелковому оружию, подрывные заряды, реактивные снаряды, заряды, трубки для воспламенения зарядов и снарядов.
К боевым припасам в Вооружённых силах России, имперского периода, причислялись также ракеты, фальшфеера, ручные гранаты, светящие снаряды, фугасы, мины, подрывные средства и прочее. Ранее в литературе применялось также словосочетание огнево́й припа́с (огнеприпа́с).
При планировании наступательной операции, в рабочих документах, к примеру, для определения общей потребности войск и сил в патронах, выстрелах, снарядах, минах, ракетах и так далее, то есть в боевых припасах необходимо учитывать их возможные потери, в размере от 10 % до 20 % от их планируемого расхода, а также необходимость создания к концу окончательного этапа наступательной операции запасов по боевым припасам, гарантирующих возможность ведения военных (боевых) действий и в последующих операциях без оперативной паузы. Такие запасы должны быть, как правило, не менее 75 % от норм их содержания.

## Классификация
Боевые припасы некоторыми классифицируются:

### По принадлежности
- артиллерийские;
- авиационные;
- морские;
- стрелковые;
- инженерные;

### По назначению
- основные (для поражения целей);
- специальные (для освещения, задымления, агитации и так далее);
- вспомогательные (учебные, холостые, для специальных испытаний и так далее);

### По характеру снаряжения
- с обычным ВВ (конвенциональные);
- ядерные;
- объемного взрыва;
- химические;
- биологические;
- другие.

## Типы
- Патроны[4] стрелкового оружия.
  1. С обыкновенной пулей.
  2. С пулей повышенной пробиваемости.
  3. С уменьшенной скоростью пули.
  4. С бронебойной пулей.
  5. С трассирующей пулей.
  6. С бронебойной зажигательной пулей.
  7. С бронебойной зажигательной трассирующей пулей.
  8. С зажигательной пулей мгновенного действия.
  9. Пирожидкостные .
  10. Специальные.
  11. Холостые.
  12. Учебные.
- Выстрелы танковой, противотанковой, полевой и самоходной артиллерии.
  1. С осколочно-фугасной гранатой.
  2. С бронебойным подкалиберным снарядом.
  3. С кумулятивным снарядом.
  4. С кассетным снарядом с кумулятивными осколочными боевыми элементами.
  5. Со снарядом для постановки радиопомех.
  6. С осветительным снарядом.
  7. С дымовым снарядом.
  8. С пристрелочно-целеуказательным снарядом.
  9. Практические для учебной стрельбы.
- Реактивные снаряды к системам залпового огня.
  1. Осколочно-фугасные неуправляемые.
  2. Увеличенной эффективности.
  3. С самоприцепливающимися боевыми элементами.
  4. С кумулятивными осколочными боевыми элементами.
  5. Для постановки противотанковых минных заграждений.
  6. С дымокурящейся головной частью.
  7. Осветительные.
  8. Для постановки радиопомех.
  9. Имитаторы воздушных целей.
  10. С термобарической головной частью.
  11. С разведывательным БЛА.
  12. Учебно-тренировочные.
- Комплексы управляемого вооружения и активной защиты.
  1. Для артиллерийских орудий
  2. Для минометов
  3. Для оснащения объектов бронетанкового вооружения и техники
- Ракеты противотанковых ракетных комплексов.
  1. Управляемые в контейнерах
  2. Многоцелевые управляемые
  3. С лазерной полуактивной головкой самонаведения
- Выстрелы к миномётам.
  1. С осколочной миной
  2. С осколочно-фугасной миной
  3. С дымокурящейся миной
  4. С зажигательной миной
  5. С активно-реактивной фугасной миной
  6. С осколочной кассетной активно-реактивной миной
  7. С дымовой миной
  8. С осветительной миной
- Выстрелы к гранатомётам.
  1. С осколочно-фугасной гранатой повышенной эффективности
  2. С кумулятивной осколочной гранатой
  3. С термобарическим снаряжением
  4. С гранатой ударно-шокового действия
  5. С эластичной картечью
  6. С гранатой слезоточиво-раздражающего действия
  7. С гранатой светозвукового действия
  8. С гранатой красящего действия
  9. С гранатой дымового действия
  10. С зажигательной гранатой
  11. С осветительной гранатой
  12. с практической гранатой для учебной стрельбы
  13. Реактивные противотанковые гранаты
  14. Реактивные штурмовые гранаты
  15. Реактивные многоцелевые гранаты
- Ракеты и выстрелы к зенитным системам и пушкам.
  1. Зенитные управляемые ракеты
  2. Имитаторы ракет
  3. Учебно-тренировочные ракеты
  4. Головки самонаведения ЗУР
  5. Выстрелы ЗА с осколочно-фугасным снарядом
  6. Выстрелы ЗА с осколочно-фугасным зажигательным снарядом
  7. Выстрелы ЗА с осколочно-трассирующим снарядом
  8. Выстрелы ЗА с бронебойным трассирующим снарядом
  9. Выстрелы ЗА с бронебойным подкалиберным снарядом
  10. Выстрелы ЗА практические для учебной стрельбы
- Ручные гранаты.
  1. Противотанковые
  2. Кумулятивные
  3. Осколочные дистанционного действия
  4. Наступательные
  5. Оборонительные
  6. Ослепляющего и оглушающего действия
  7. Слезоточиво-раздражающего действия
  8. Светозвуковые безосколочные
  9. Мгновенной постановки дымовой завесы
  10. Специального назначения
  11. Вспомогательного назначения
- Инженерные боеприпасы.
  1. Противотранспортные мины
  2. Противотанковые мины
  3. Противопехотные мины
  4. Речные мины
- Авиационные бомбовые средства поражения.
  1. Фугасные
  2. Осколочно-фугасные
  3. Противотанковые
  4. Объемно-детонирующие
  5. Бетонобойные
  6. Универсальные
  7. Зажигательные
  8. Агитационные
  9. Светящиеся
  10. Термостойкие сигнальные
  11. Фотографические
  12. Корректируемые
  13. Бомбовые кассеты
  14. Тормозные устройства для авиабомб
  15. Зажигательные баки
  16. Аэростатные кассеты
  17. Авиационные средства пожаротушения
  18. Практические (учебные)
- Авиационные ракеты.
  1. Управляемые (УР)
  2. Неуправляемые (НУР)
  3. Реактивные снаряды (РС)
- Сигнальные, осветительные и шумовые средства.
- Взрывчатые вещества (ВВ).
- Пороха.
- Ленты и звенья.

## Боекомплект

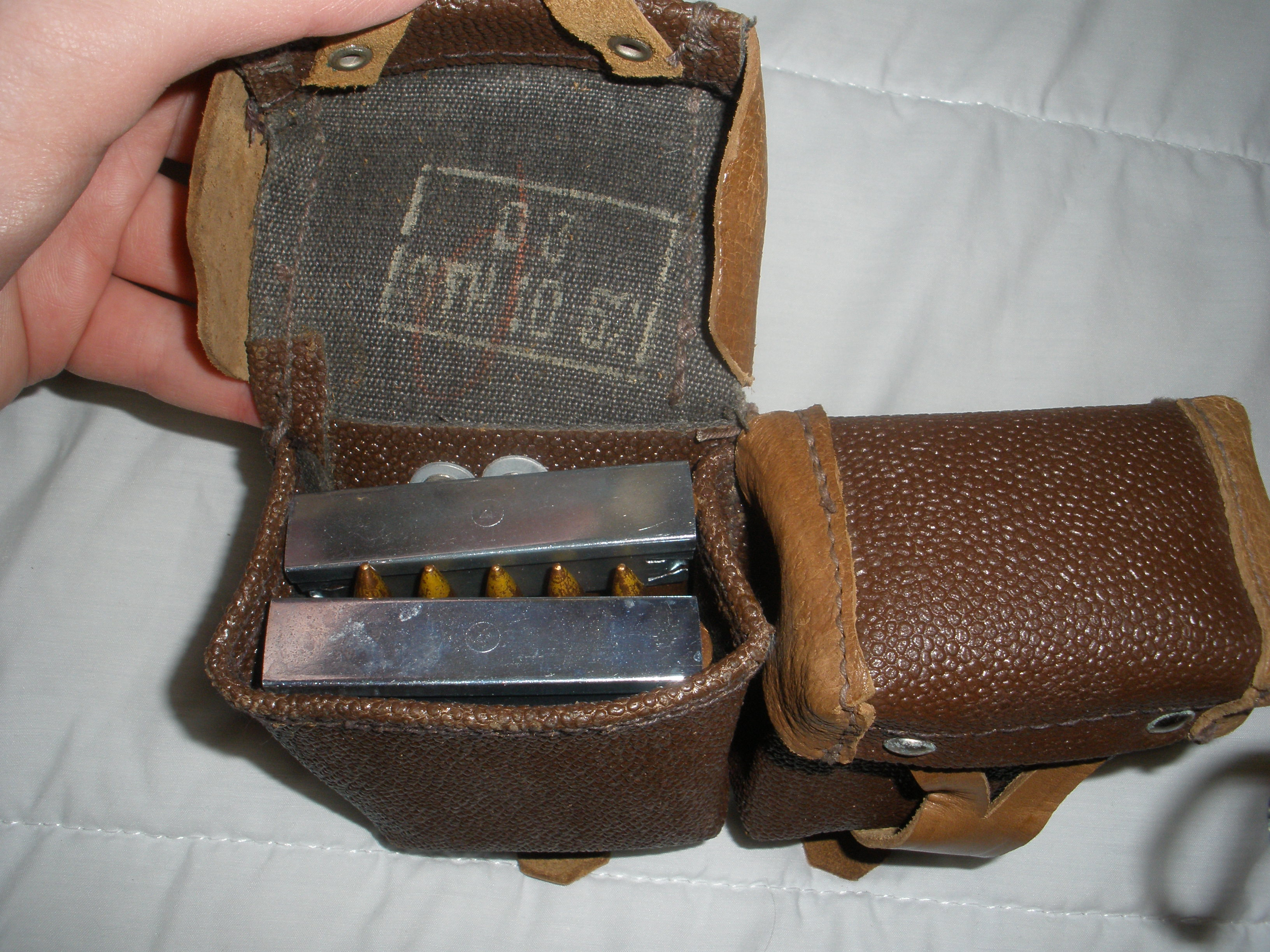
Боевой комплект в патронной сумке, к винтовке Мосина, снаряжённый в обоймы

Боекомплект (боевой комплект, Б/К) — количество боеприпасов, установленное на единицу оружия (пулемёт, пушку, гранатомёт и тому подобное) или боевую машину для боя.
На начало XX столетия в Вооружённых силах России тремя условиями определялась величина боевого комплекта:
- количество боевых припасов, находящихся при батарее или вообще при части должно быть достаточно для продолжительного и горячего боя;
- число необходимых для перевозки боевых припасов зарядных и патронных ящиков должно быть невелико, чтобы не увеличивать без надобности обоза частей;
- зарядные и патронные ящики должны быть так же подвижны, как и части, к которым они придаются, чтобы иметь возможность повсюду следовать за ними[6].

Боевой комплект определяется на основании боевого опыта, свойств оружия и его назначения.
Данная лексическая единица находит два применения. В качестве расчётно-снабженческой единицы используется при планировании материально-технического обеспечения военных (боевых) действий. В рамках материально-технического обеспечения принято определять четыре вида боевых комплектов для:
- орудия
- подразделения
- части
- соединения.

Например, в российском основном танке Т-90 боекомплект, для боеприпасов которого в танке предусмотрены места размещения в боевых укладках, включает в себя:
- для пушки — 42 125-мм выстрела раздельного заряжания, четырех типов: с управляемой ракетой, бронебойно-подкалиберным, бронебойно-кумулятивным и осколочно-фугасным снарядами;
- для 7,62-мм спаренного пулемёта — 2 000 патронов;
- для 12,7-мм пулемёта ЗПУ — 300 патронов;
- для 5,45-мм автомата АКС74 — 450 патронов;
- для сигнального пистолета — 12 сигнальных ракет;
- для самообороны экипажа — 10 ручных гранат типа Ф-1 или РГО;
- для системы 902В комплекса оптико-электронного подавления 12 гранат типа ЗД17,
  - при варианте БМ без системы ТШУ-1 «Штора-1» вместо гранат ЗД17 в боекомплект включены дымовые гранаты 3Д6М длиной 220 мм и весом 2,34 кг.

В качестве тактико-технической характеристики системы применительно к действиям военной авиации, зенитных самоходных установок (ЗСУ) и зенитных ракетно-пушечных комплексов (ЗРПК), оснащенных высокотемпными автоматическими пушками, боекомплект — количество выстрелов, отстрел которых не снижает заданных гарантированного темпа стрельбы и параметров эффективности поражающего действия пушечного комплекса.

## Боезапас
Боево́й запа́с (боезапас, БЗ, запас боевых припасов) — количество боеприпасов, необходимое для выполнения боевой задачи (боевого задания), то есть запас для боя (операции, военных действий).

… . Закончено пополнение боевыми запасами полевых артиллерийских парков, и заканчивается пополнение местных парков. …— Из Всеподданнейшего доклада по Военному министерству о мероприятиях и состоянии всех отраслей военного управления за 1909 год.
При решении задач материально-технического обеспечения под термином боезапас понимают оставшееся количество боевых припасов.
Для боевых машин, оснащённых артиллерийским (миномётным, ракетным) вооружением: боевых броневых машин, зенитных самоходных установок (ЗСУ), зенитных ракетно-пушечных комплексов и летательных аппаратов, боевой запас — общее количество выстрелов, имеющееся на установке (боевой машине).

Корпорация совместно с Министерством обороны Российской Федерации и воинскими частями ядерного обеспечения Вооружённых Сил Российской Федерации обеспечивает поддержание и развитие боезапаса Вооружённых Сил Российской Федерации в качественном и количественном отношении на уровне, гарантирующем реализацию политики Российской Федерации в области ядерного сдерживания.— Федеральный закон Российской Федерации № 317-ФЗ «О Государственной корпорации по атомной энергии "Росатом"», от 1 декабря 2007 года.

### Типы
- Носимый боевой запас — запас боевых припасов, находящийся непосредственно у военнослужащего на снаряжении. Пример: носимый боевой запас солдата стрелкового взвода пехотного полка пехотной дивизии Германии — 70 винтовочных патронов[11].
- Возимый боевой запас — запас боевых припасов, находящийся в обозе, в формированиях тыла единицы войск (сил).

### Примеры
Например, крейсеры-заградители «Бруммер» и «Бремзе» имели боевой запас по 360 мин.
Броневой поезд типа «А», ударный полевой броневой поезд броневых сил РККА, имел боевой запас в количестве 1 200 снарядов к орудиям и 216 000 патронов к пулемётам.
Советский одномоторный самолёт-истребитель Великой Отечественной войны «Як-7» имел следующий боевой запас:
- для одной пушки ШВАК — 120 снарядов;
- для двух синхронных пулемётов ШКАС — 1 500 патронов;
- для шести ракетных орудий (по три под каждой консолью крыла) — 6 реактивных снарядов РС-82.

Немецкий одномоторный самолёт-истребитель «Ме-109F3» имел следующий боевой запас:
- для одной 15-мм пушки MG-151/15 — 200 снарядов;
- для двух 13-мм синхронных пулемётов MG-17 — 500 патронов на пулемёт.

## Боевая укладка

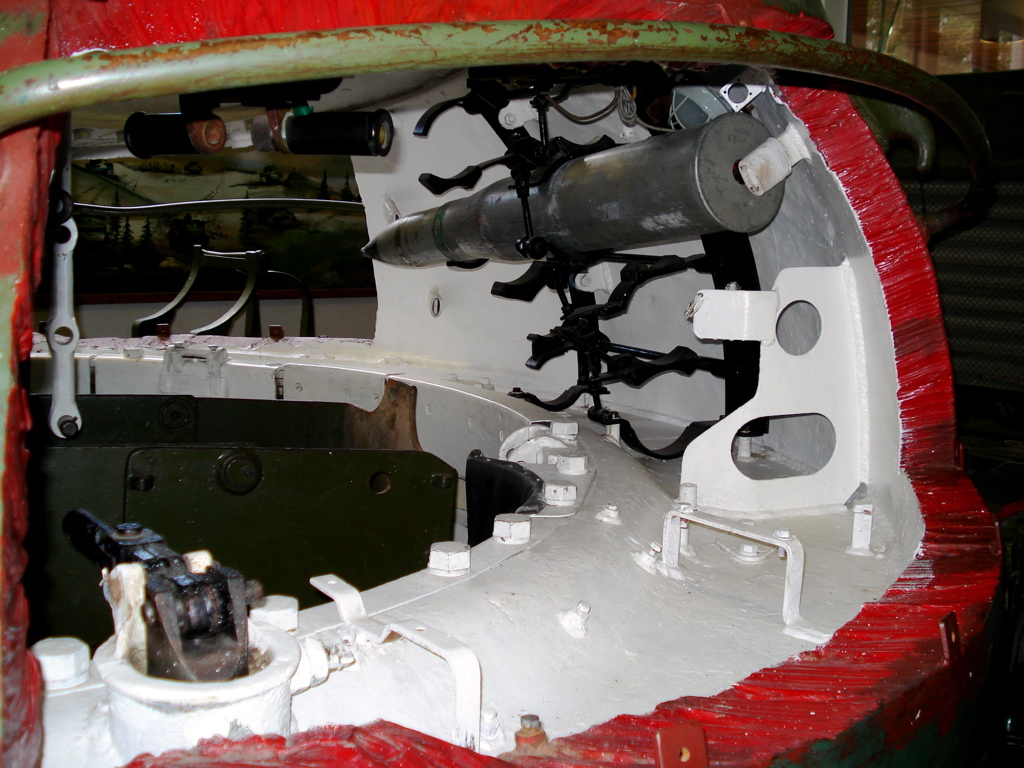
Хомутковая боевая кладка снарядов в башне основного танка Т-54

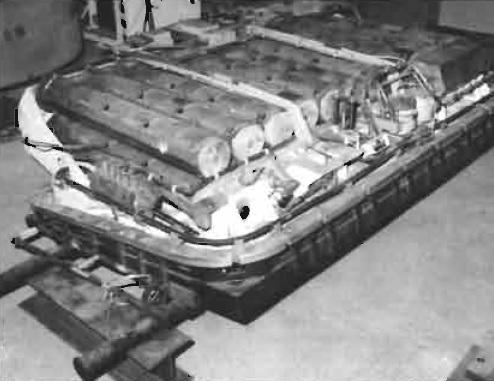
Конвейерная боевая укладка на основном танке MBT-70

Боевая укладка (Боеукладка, Б/У) — специальное размещение (укладка) боевых припасов для удобства их применения в бою и совокупность устройств и механизмов на корабле, боевой машине (БМ), летательном аппарате и так далее, для размещения и подачи на линию заряжания боевых припасов.
Боевая укладка совместно с механизмами подачи и досылания боевых припасов может образовывать так называемый «автомат заряжания» («механизм заряжания»), в некоторых БМ в качестве элемента используется член экипажа заряжающий, например в основном американском танке «Абрамс». Загрузка и размещение боевых припасов в боеукладки вооружения и военной техники производится в соответствии со схемами боевой укладки, и должна производиться по номенклатурам и партиям боевых припасов. В целях сохранения маркировки боевых припасов от потертости артиллерийские выстрелы помещаются в открытые боевые укладки маркировкой в сторону борта БМ. Между выстрелом и дном укладочного гнезда укладывается парафинированная бумага, изъятая из тары боеприпаса. В баки-стеллажи артиллерийские выстрелы укладываются маркировкой вверх.
В настоящее время Б/У — составная часть комплекса и автомата заряжания. Иногда встречаются немеханизированные боеукладки различных конструкций (главным образом в САУ).

### Виды и типы
В военном деле применяются следующие виды и типы боевой укладки:
- немеханизированная, ввиду простоты конструкции и большой надёжности:
  - ящичная;
  - стеллажная;
  - хомутковая;
  - гнездовая;
  - тому подобное[13].
- механизированная (автоматизированная и так далее), более сложная и менее надёжная:
  - карусельная, горизонтальная, вертикальная, смешанная и так далее.

### Пример
Боевая укладка основного танка (ОТ) Т-34-85 производится внутри БМ и для размещения 85-мм унитарных пaтpoнов для пушки (56 — 60 штук) имеется:
- пять ящиков на дне боевого отделения, вмещающих по шесть выстрелов каждый;
- ящик на дне боевого отделения, вмещающий пять выстрелов;
- в нише башни укладка на шестнадцать выстрелов;
- в некоторых БМ (в зависимости от производителя) укладка в нише вмещает только двенадцать выстрелов;
- на правом борту башни танка (у заряжающего) гнёзда на четыре выстрела;
- два вертикальных гнезда справа в передней части боевого отделения;
- три вертикальных гнезда по углам боевого отделения у моторной перегородки.

Для 7,62-мм патронов к пулемётам ДТМ (1890 штук) имеется 30 магазинов, гнёзда для которых размещаются следующим образом:
- на переднем лобовом листе брони БМ впереди пулемётчика гнезда на 15 магазинов;
- сбоку справа в лобовой части корпуса ОТ — гнёзда на 6 магазинов;
- сбоку слева у механика-водителя имеются гнёзда на 5 магазинов;
- у заряжающею на правой стенке башни имеются гнёзда на 4 магазина.

Гранаты Ф-1 (20 штук) размещаются у командира орудия БМ на левом фальшборту (гнёзда на 20 гранат), а запалы в гранатных сумках — возле Ф-1. Ракеты сигнальные (36 штук) помещаются в сумке у командира орудия.